# Đỗ Kiến Nhiễu
Đỗ Kiến Nhiễu (1931–1996), nguyên là một tướng lĩnh Bộ binh của Quân lực Việt Nam Cộng hòa, cấp bậc Chuẩn tướng. Ông xuất thân từ những khóa đầu tiên tại trường Võ bị Liên quân do Quân đội Quốc gia dưới sự hỗ trợ và cố vấn của Quân đội Pháp mở ra ở nam Cao nguyên Trung phần Việt Nam. Ra trường ông được chọn về đơn vị Bộ binh. Tuy nhiên, thời gian sau này ông được chuyển sang nhiệm vụ Văn phòng và Hành chính Quân sự.

## Tiểu sử & Binh nghiệp
Ông sinh vào tháng 8 năm 1931 trong một gia đình trung lưu tại Tân An, Long An, miền Nam Việt Nam. Năm 1950, ông tốt nghiệp Trung học chương trình Pháp tại Sài Gòn với văn bằng Tú tài bán phần (Part I).

### Quân đội Quốc gia Việt Nam
Giữa tháng 3 năm 1951, thi hành lệnh động viên, ông nhập ngũ vào Quân đội Quốc gia, mang số quân: 51/121.084. Theo học khóa 4 Lý Thường Kiệt tại trường Võ bị Liên quân Đà Lạt, khai giảng ngày 1 tháng 4 năm 1951. Ngày 1 tháng 12 năm 1951 mãn khóa tốt nghiệp với cấp bậc Thiếu úy hiện dịch. Ra trường, ông được phân bổ về Tiểu đoàn 510 Khinh quân giữ chức vụ Trung đội trưởng. Giữa năm 1953, ông được thăng cấp Trung úy và được cử chỉ huy một Đại đội trong Tiểu đoàn 510.

### Quân đội Việt Nam Cộng hòa
Cuối năm 1955, sau khi đơn vị của ông sáp nhập vào Quân đội Việt Nam Cộng hòa (danh xưng mới được đổi tên từ Quân đội Quốc gia Việt Nam), ông được thăng cấp Đại úy giữ chức vụ Tiểu đoàn trưởng Tiểu đoàn 510, đồn trú tại Phân khu Vĩnh Long. Đầu năm 1958, ông được chuyển sang làm Tiểu đoàn trưởng Tiểu đoàn 61 Khinh quân. Cuối năm 1959, ông được thăng cấp Thiếu tá tại nhiệm. Tháng 4 năm 1960, chuyển sang lĩnh vực Hành chính, ông được bổ nhiệm chức vụ Quận trưởng quận Đức Hòa thuộc tỉnh Long An. Đến cuối năm 1961, ông nhận lệnh bàn giao quận Đức Hòa lại cho Đại úy Lê Văn Thành để về phục vụ trong Bộ Tư lệnh Hành quân tại Bộ Tổng tham mưu.
Giữa năm 1963, ông được thăng cấp Trung tá và được cử giữ chức Chánh văn phòng của Trung tướng Dương Văn Minh. Đầu tháng 11 cùng năm, sau cuộc đảo chính Tổng thống Ngô Đình Diệm (ngày 1 tháng 11), ông được cử làm Đổng lý Văn phòng cho tướng Minh. Tháng 2 năm 1964 sau cuộc Chỉnh lý nội bộ ngày 30 tháng 1 của tướng Nguyễn Khánh, cuối tháng 3 ông được bổ nhiệm làm Tỉnh trưởng kiêm Tiểu khu trưởng Định Tường thay thế Trung tá Nguyễn Khắc Bình. Cuối năm 1965, bàn giao chức Tỉnh trưởng Định Tường lại cho Trung tá Trịnh Viết Hiến (nguyên Chỉ huy trưởng Trung tâm Quản trị Tiếp vận Tiểu khu Định Tường), sau đó chuyển về Trung ương giữ chức vụ Chánh văn phòng cho Trung tướng Nguyễn Hữu Có Tổng trưởng Quốc phòng.
Tháng 2 năm 1967, ông được thăng cấp Đại tá, sau đó thuyên chuyển ra Quân khu 1 giữ chức vụ Phụ tá Tư lệnh Quân đoàn I do Thiếu tướng Hoàng Xuân Lãm làm Tư lệnh. Tháng 3 cùng năm, ông chuyển sang làm Chánh thanh tra Quân đoàn I, vãn do tướng Lãm làm Tư lệnh. Ngày Quân lực 19 tháng 6 năm 1968, ông được chuyển về Biệt khu Thủ đô và được bổ nhiệm chức vụ Đô trưởng Đô thành Sài Gòn thay thế Đại tá Văn Văn Của.
Ngày Quốc khánh Đệ nhị Cộng hòa 1 tháng 11 năm 1972, ông được thăng cấp Chuẩn tướng tại nhiệm.

## 1975
Ngày 20 tháng 4, ông nhận lệnh bàn giao chức vụ Đô Trưởng lại cho Đại tá Quách Huỳnh Hà. Sau đó về phục vụ tại Bộ Tư lệnh Biệt khu Thủ đô giữ chức Phụ tá Tư lệnh.
Ngày 30 tháng 4, ông cùng gia đinh di tản ra khỏi Việt Nam. Sau đó sang định cư tại San Jose, Tiểu bang California, Hoa Kỳ.
Năm 4/11/1996, ông từ trần tại Union City, Tiểu bang California, Hoa Kỳ. Hưởng dương 65 tuổi.

## Gia đình
- Bào đệ: Đỗ Kiến Nâu. Nguyên là Trung tá Quân lực VNCH, sau 1975 chết ở trại tù Nam Hà tại miền Bắc.

### Bằng cấp dân sự
-Diplomé Education Secondaire
-BA degree San Francisco State University (1980)
-MBA degree San Francisco State University (1983)